# Ladyginia
Ladyginia, biljni rod iz porodice štitarki raširen po srednjoj (Turkmenistan; Uzbekistan; Tadžikistan) i zapadnoj Aziji (Afganistan)
Postoje 3 priznate vrste, sve su trajnice.

## Vrste
1. Ladyginia afghanica (Gilli) Pimenov & Kljuykov
2. Ladyginia bucharica Lipsky
3. Ladyginia gigantea (Leute) Pimenov & Kljuykov

## Sinonimi
- Spongiosyndesmus Gilli; Feddes Repert. 61: 199 (1959)